# 한려대학교 축구부
한려대학교 축구부(영어: Hanlyo University  Football Club)는 대한민국 전라남도 광양시에 위치 했었던 대학교 축구부이다.

## 참고 문헌
- “KFA 통합경기정보 시스템”. 대한축구협회.
- 약속의 땅 통영 제59회 춘계대학축구연맹전 출전 선수 명단

## 같이 보기
- 한려대학교